# NewsGuard
NewsGuard est une start-up fondée en 2018 aux États-Unis dans le contexte de l'explosion du flux d'infox (fake news), partagées sur les réseaux sociaux au moment de l'élection présidentielle américaine de 2016. Cette entreprise se présente comme étant exclusivement dédiée à apporter « plus d'informations aux personnes sur les sources des informations qu'elles découvrent en ligne ».
Pour cela, le site se donne pour mission d'indiquer, directement sur le navigateur web des internautes qui le souhaitent, si un site d'information est fiable et crédible, sur la base de neuf critères réunis dans une « étiquette » informative dite « étiquette nutritionnelle ». Selon Steven Brill, l'un de ses cofondateurs, l'extension NewsGuard est une alternative à la réglementation gouvernementale et aux algorithmes automatisés (tels que ceux utilisés par Facebook).
L'analyse, et la notation sont faites par des humains, experts dans le domaine de l'information, et non pas par des algorithmes. En 2020, ce service est disponible pour des sites situés aux États-Unis, au Royaume-Uni, en France, en Allemagne et en Italie.
« NewsGuard » est aussi le nom de l'extension de navigateur créée par NewsGuard Technologies.

## Historique
Peu après qu'en 2017, la fondation Mozilla ait lancé l'Information Trust Initiative, deux personnalités nord-américains entrepreneur du secteur des médias (Steven Brill, avocat et journaliste  et L. Gordon Crovitz, journaliste) ont décidé de créer une start-up dédiée à l'évaluation de site et réseaux sociaux en ligne susceptibles de relayer ou amplifier des fausses nouvelles. Ces deux journalistes sont co-PDG de l'entreprise qu'ils ont lancé avec l'aide de deux investisseurs : Knight Foundation et Publicis .
En janvier 2019, une extension pour navigateur web a été intégrée à la version mobile de Microsoft Edge.
Des sites répertoriés comme « non fiables » se sont opposés à leur notation, dont Mail Online finalement reclassé comme fiable.
Les sites étiquetés comme « non fiables » incluent par exemple InfoWars, le Daily Kos et Sputnik.
NewsGuard cherche à travailler avec les sites qu'il a noté comme peu fiables, pour les conseiller sur la manière de se conformer à leurs critères.
Au 23 janvier 2019, selon Steven Brill, l'extension fournissait des évaluations pour les 2000 sites d'information américains les plus populaires. Et des évaluations pour plus de sites britanniques étaient annoncées pour avril 2019.
Avant les élections européennes de 2019 visant à renouveler le parlement européen, NewsGuard a élargi sa couverture aux informations en plusieurs langues européennes telles que le français et l'allemand,.
En avril 2019, les cofondateurs de NewsGuard ont annoncé qu'ils avaient entamé des discussions avec des fournisseurs de services Internet britanniques pour intégrer leur système de notation de crédibilité dans les offres Internet grand public. Les internautes verraient alors un message d'avertissement avant de visiter un site trompeur, sans même avoir besoin d'installer l'extension NewsGuard, tout en ayant la possibilité de désactiver la fonctionnalité.
En janvier 2020, des évaluations sont disponibles pour « 3 800 sites Web qui représentent 95% des sources d'information en ligne aux États-Unis, au Royaume-Uni, en France, en Allemagne et en Italie ».
De nouvelles fonctionnalités premium sont annoncées, avec un score de fiabilité affiné et de nouvelles applications mobiles pour Android et iOS.
NewsGuard commence à informer ses utilisateurs qu'elle deviendrait une extension de navigateur payante, prise en charge par les membres début 2020, tout en restant gratuite pour les bibliothèques et les écoles.

### En Europe et en France
Le site dispose en Europe d'une dizaine de journalistes qui analysent les sources d'information au vu des neuf critères de crédibilité
Sa branche francophone, financée en partie par Publicis a été fondée en 2019.
En France, NewsGuard a commencé par analyser plus de trois cents sites (ceux dont les contenus sont les plus partagés sur Facebook et Twitter).

## Principes
Selon C. Labbé (rédactrice en chef de NewsGuard pour la France), NewsGuard fonctionne « à l'inverse d'un algorithme », sans évaluer l'opinion du média, mais en évaluant « sa capacité à fournir au lecteur des garanties de qualité du travail journalistique ».
Des plugins (pour navigateur web ou mobile) permettent à NewsGuard de signaler à l'internaute les URL jugées non fiables.
Les journalistes évaluateurs(-trices) observent notamment si les sources citées sont anonymes ou pas, quel est leur degré de crédibilité, si les auteurs des articles corrigent leurs contenus quand ils savent qu'ils contiennent des erreurs.  Au total, neuf critères sont évalués, dont cinq sur la crédibilité et quatre relatifs à la transparence :  
- la fréquence de publication d'informations inexactes ;
- l'étendue de l'approvisionnement et la communication originale des informations ;
- le degré de démarcation entre le journalisme d'information et le journalisme d'opinion ;
- la précision des titres, y compris l'utilisation des titres « clickbait » ;
- le degré de divulgation de la propriété du site Web, ainsi que les positions politiques des propriétaires ;
- in fine une note sur 100 est produite ; En dessous de 60/100, le site est qualifié de peu crédible, et marqué par un petit bouclier rouge dans la barre de navigation du navigateur ainsi que dans la liste des résultats proposés par les moteurs de recherche[13].

Au-delà de 60/100, le site est jugé globalement fiable.
Ainsi, un site agrégateur de contenu peut obtenir une excellente évaluation, et un site publiant des articles, vidéos ou autres contenus originaux, mais non crédibles et non transparents peut être mal noté par NewsGuard. Les notes de chaque site sont réévaluées tous les trois à quatre mois.
L' étiquette nutritionnelle précise sur quels critères, le site a été pris en défaut.
Selon NewsGuard, sa mission est assurée par  des journalistes professionnels expérimentés convaincus du « rôle central du journalisme de qualité dans la démocratie », venus d'horizons divers et sans intérêt politique à défendre et dont les qualifications, les parcours et biographie sont publics.    
Ils doivent respecter les principes éthiques et notamment ceux relatifs aux conflits d'intérêts publiés en ligne. Et les décisions prises par NewsGuard le sont « de façon entièrement transparente », expliquées sur les « étiquettes nutritionnelles » via les neuf critères.
Avant de publier une note négative sur un site, NewsGuard contacte le rédacteur en chef ou responsable de ce site pour obtenir ses réactions, lesquelles sont systématiquement incluses dans étiquettes nutritionnelles (laquelle est corrigée si après avoir évalué le commentaire la première conclusion est jugée erronée).
Si le propriétaire d'un site Web se plaint à propos de ce que NewsGuard a écrit à propos de son site, sa plainte est publiée et fait l'objet d'une réponse publique, avec corrections de l'étiquette si NewsGuard a reçu des éléments permettant de mettre sa notation à jour.

## Rémunérations
Selon NewsGuard, aucun argent n'est accepté des sites internet évalués ; le financement de la start-up ne provient que des plateformes et des moteurs de recherche ayant souscrit aux évaluations pour les inclure à leurs flux et à leurs résultats de recherche. 

NewsGuard Technologies accorde une licence à ses évaluations. Parmi ses clients figurent des entreprises technologiques et l'industrie de la publicité, qui considèrent les évaluations comme un moyen de protéger leurs clients contre la publicité sur des sites pouvant nuire à leur marque ou à leur image de marque.

## Résultats
En 2020, NewsGuard dit avoir évalué des sites « d'information et d'actualité parmi plus de 5 800 sites, dont les contenus représentent 95 % de l'actualité publiée en ligne en anglais aux États-Unis, au Royaume-Uni, en France, en Allemagne et en Italie ».
Selon C. Labbé, en 2020 « la Covid nous a permis de comprendre que les sites avec les étiquettes nutritionnelles les plus mauvaises sont en fait des multi-récidivistes. Il y a six mois, ils publiaient des intox sur le Bataclan et l'holocauste. Dans six mois, ils en publieront sur un éventuel vaccin Covid ».

## Critiques
Libération rapporte que les médias labellisés en rouge par NewsGuard protestent avec une grande vigueur. C'est le cas notamment de la version française de Russia Today, qui accuse NewsGuard d'être un instrument de propagande au service de certains intérêts américains : RT France relève ainsi que le comité consultatif de NewsGuard compte des personnalités comme le général Michael Hayden, ancien directeur de la CIA et de la NSA, et Anders Fogh Rasmussen, ex-Premier ministre du Danemark et ex-secrétaire général de l'OTAN. Libération estime que NewsGuard aurait peut-être pu faire mieux « en termes d'irréprochabilité », et demande : « « Que dirait-on si une société russe, coachée par un ancien patron du FSB et d'ex-conseillers de Poutine, se mettait en tête de noter la crédibilité de Libération, Le Figaro et Le Monde ? ». NewsGuard affirme que son conseil consultatif n'a « aucun pouvoir sur la ligne éditoriale, à l'exception des conseillers éditoriaux nationaux comme Alice Antheaume ». Le conseil consultatif « est là pour nous conseiller sur les implications sécuritaires de la désinformation et nous aider à mieux expliquer aux entreprises de technologie l'importance de ce combat. Nous n'avons pas de couleur politique. Les labels sont donnés par les analystes et les éditeurs, relus par nos deux co-PDG, qui peuvent faire des commentaires ». Les deux dirigeants sont des hommes de média : l'un a notamment fondé une chaîne judiciaire aux États-Unis, et l'autre a été journaliste et cadre de haut niveau au Wall Street Journal. 
En janvier 2019, la version mobile de Microsoft Edge est mise à jour et, à cette occasion, le plug-in NewsGuard, qui jusqu'alors devait être activé par les utilisateurs pour être opérationnel, est intégré de façon automatique à Microsoft Edge. Plusieurs médias s'aperçoivent alors que le site Mail Online est répertorié comme non fiable par NewsGuard. Mail Online entre alors en discussion avec NewsGuard, estimant sa classification erronée,. La décision de classer MailOnline comme non fiable est annulée et NewsGuard reconnaît avoir eu tort sur certains points. Notamment, NewsGuard a finalement reconnu que, pour estimer la fréquence de publication de fausses informations, il valait mieux ne pas trop tenir compte du processus de l'organisme de surveillance Independent Press Standards Organisation (IPSO) concernant les plaintes déposées. NewsGuard a également jugé qu'il fallait comparer le nombre de plaintes déposées auprès d'IPSO avec le volume total de publications, en l'occurrence un demi-million chaque année pour le Mail Online.
Une limite aux critères retenus est que le critère de transparence des sources, dans le cas d'informations venant de vrais lanceurs d'alerte, peut porter atteinte à la sécurité de ces sources[réf. nécessaire].
NewsGuard est critiqué par Breitbart News, site de presse en ligne, média d'opinion et de commentaire d'extrême droite américain,, fondé mi-2007 par le conservateur américain Andrew Breitbart,. Breitbart News dit de NewsGuard qu'il s'agit « du dernier effort des médias de l'establishment pour mettre sur liste noire les sites de médias alternatifs ».
En novembre 2024, Brendan Carr, pressenti comme le prochain directeur de la Commission fédérale des communications choisi par Trump, annonce son intention de limiter l'action de NewsGuard, dont il considère qu'elle limite la liberté d'expression des Américains. 

## Comité consultatif
En 2021, le comité consultatif comprend notamment Don Baer, ex-directeur de la communication de la Maison-Blanche sous l'administration Clinton ; John Battelle, anciennement cofondateur et responsable éditorial du magazine Wired ; Silvia Bencivelli, auteur, présentatrice de télévision et de radio, professeur de journalisme à l'université de Rome, et contributrice à La Repubblica ; Yves Clarisse, écrivain et journaliste qui a travaillé comme rédacteur en chef du service en français de l'agence de presse Reuters à Paris. (Yves Clarisse fournit des conseils éditoriaux pour la France), Arne Duncan, ancien ministre de l'Éducation de l'administration Obama ; le général Michael Hayden, ancien directeur de la CIA et de la NSA ; Kate O'Sullivan, directrice générale de la diplomatie numérique chez Microsoft, qui comprend le « Defending Democracy Program » ; Anders Fogh Rasmussen, ancien Premier ministre du Danemark, ancien secrétaire général de l'OTAN ; Tom Ridge, premier secrétaire d'État à la Sécurité intérieure (administration de George W. Bush) ; Gianni Riotta, journaliste italien et éditorialiste pour La Stampa, il enseigne à l'université de Princeton, membre du Council on Foreign Relations ; Richard Sambrook, directeur du Centre de journalisme de l'université de Cardiff, ancien directeur de l'information pour la BBC ; Richard Stengel, ancien rédacteur en chef du magazine Time et sous-secrétaire d'État chargé des affaires publiques (administration Obama) ; Ed Vaizey, ancien député du parlement britannique, ancien ministre de la Culture et des Affaires digitales ; Jimmy Wales, cofondateur de Wikipédia.

## Extension de navigateur web
Cette extension identifie sur la page du moteur de recherche utilisée par l'internaute les sources d'informations par une icône (bouclier vert ou rouge), indiquant sa fiabilité générale et s'il a une histoire de diffusion d'articles étiquetés comme de fausses nouvelles.
Les navigateurs pris en charge incluent Google Chrome, Microsoft Edge, Firefox et Safari NewsGuard est inclus par défaut dans la version mobile d'Edge (mais les utilisateurs doivent l'activer). 
L'extension peut également mettre en évidence des conflits d'intérêts potentiels, tels que des sites Web qui ne révèlent pas qu'ils sont financés par des lobbies industriels ou d'autres groupes de pression.